# Iocaste (vệ tinh)
Iocaste (/aɪoʊˈkæstiː/ eye-o-KAS-teeeye-o-KAS-tee; tiếng Hy Lạp: Ιοκάστη), còn được gọi là Jupiter XXIV, là một vệ tinh tự nhiên dị hình chuyển động nghịch hành của Sao Mộc. Nó được khám phá bởi một đội các nhà thiên văn từ Đại học Hawaii dẫn đầu bởi Scott S. Sheppard vào năm 2000, và lúc đó tạm thời được đặt ký hiệu là S/2000 J 3.
Iocaste quay quanh Sao Mộc với một khoảng cách trung bình là 20,723 triệu kilomet trong 609,427 ngày, ở một độ nghiêng quỹ đạo là 147° tính tới hoàng đạo (146° tính tới xích đạo Sao Mộc) với một độ lệch tâm là 0,2874.
Vào tháng 10 năm 2002 nó được đặt tên theo nữ thần Jocasta, mẹ/vợ của thần Oedipus trong Thần thoại Hy Lạp.
Iocaste thuộc về nhóm Ananke, được tin là tàn dư của một thiên thạch nhật tâm bị bắt giữ đã bị va chạm và nổ tung.
Vệ tinh này có đường kính khoảng 5 kilomet và có màu xám (chỉ mục màu B−V=0.63, R−V=0.36), tương tự như các thiên thạch loại C.